# Gerdas Babarskas
Gerdas Babarskas (Kaunas, 14 de febrero de 1994) es un jugador de balonmano lituano que juega de lateral izquierdo en el Bergischer HC de la Bundesliga. Es internacional con la selección de balonmano de Lituania.
Es hermano del también balonmanista Povilas Babarskas.

## Palmarés

### Chambéry Savoie Handball
- Copa de Francia de balonmano (1): 2019

## Clubes
| Club                     | País     | Año         |
| ------------------------ | -------- | ----------- |
| UHK Krems                | Austria  | 2013 - 2015 |
| SG BBM Bietigheim        | Alemania | 2015 - 2018 |
| Chambéry Savoie Handball | Francia  | 2018 - 2022 |
| Pays d'Aix UCH           | Francia  | 2022 - 2024 |
| Bergischer HC            | Alemania | 2024 - Act. |